# Stoa perforans
Stoa perforans är en ringmaskart som beskrevs av Serres 1855. Stoa perforans ingår i släktet Stoa och familjen Serpulidae. Inga underarter finns listade i Catalogue of Life.